# Blestemul (film din 2019)
Blestemul (în engleză The Grudge) este un film de groază supranatural regizat de Nicolas Pesce[*] după un scenariu de Nicolas Pesce[*]. În rolurile principale au interpretat actorii Andrea Riseborough, Demián Bichir și Demián Bichir.
A fost produs de studiourile Columbia Pictures și a avut premiera la 31 decembrie 2019 în Indonezia, fiind distribuit de Sony Pictures Motion Picture Group[*]. Coloana sonoră a fost compusă de Cristobal Tapia de Veer[*]. Premiera internațională a avut loc în ianuarie 2020.
Cheltuielile de producție s-au ridicat la 12–14 milioane $ și a avut încasări de 49,5 milioane $.
Este un reboot al filmului american omonim din 2004, care la rândul său este o refacere a filmului japonez Ju-on: The Grudge din 2000. Filmul din 2019 are loc, de asemenea, înainte și în timpul evenimentelor din filmul din 2004 și din cele două continuări.

## Distribuție
Au interpretat actorii:

Andrea Riseborough[*]
Demián Bichir[*]
John Cho[*]
Lin Shaye[*]
Betty Gilpin[*]
Jacki Weaver  